# James Ennis
James Alfred Ennis III (Ventura, 1º luglio 1990) è un cestista statunitense.

## Caratteristiche tecniche
Di ruolo ala piccola, è un buon tiratore da tre ed è bravo in fase difensiva. Si distingue anche per l'esplosività nei movimenti.

## Carriera

### Draft 2013, Australia e Porto Rico (2013-2014)
Ennis trascorse due stagioni con i Long Beach State 49ers chiudendo il suo ultimo anno con oltre 16 punti di media.
Il 27 giugno 2013 venne chiamato nel Draft NBA 2013 dagli Atlanta Hawks con la 50ª scelta assoluta ma subito dopo venne ceduto ai Miami Heat che arrivarono a detenere i diritti in NBA su di lui. Il 10 agosto 2013 Ennis firmò un contratto con una squadra australiana, i Perth Wildcats. Nella prima partita di campionato segnò 25 punti, il massimo di sempre per un esordiente con la maglia dei Wildcats. Vinse il premio di giocatore del mese della NBL dell'ottobre 2013, mese in cui giocò 5 partite (tutte vinte) con i Wildcats con 24 punti di media a partita. Il 14 febbraio 2014 Ennis andò a giocare nei Piratas de Quebradillas, squadra di Porto Rico.

### NBA (2014-2022)

#### Miami Heat (2014-2015)
Nella stagione 2014-15 esordì in NBA con i Miami Heat.

#### Memphis Grizzlies e New Orleans Pelicans (2015-2016)
L'11 novembre 2015 venne ceduto via trade ai Memphis Grizzlies, insieme al compagno di squadra Mario Chalmers, in cambio di Beno Udrih e Jarnell Stokes. Tuttavia a Memphis non giocò tanto, e venne escluso dalla rosa il 10 marzo 2016.
Il 30 marzo 2016 firmò un contratto con i New Orleans Pelicans, con cui concluse la stagione.

#### Ritorno a Memphis (2016-2018)
A fine stagione rimase free agent, e il 13 luglio 2016 venne ripreso dai Memphis Grizzlies dove ritrovò David Fizdale (che andò a sostituire David Joerger, andato ai Sacramento Kings, sulla panchina dei Grizzlies) che fu il vice di Erik Spoelstra ai Miami Heat firmando un biennale. Questa volta ai Grizzlies James fu titolare a causa dell'infortunio di Chandler Parsons, e disputò delle buone prestazioni in maglia azzurra. Giocò anche tutte e 6 le partite di playoffs della franchigia del Tennessee che venne eliminata al primo turno dai San Antonio Spurs (4-2).

#### Detroit Pistons (2018)
L'8 febbraio 2018, durante la trade deadline, venne ceduto ai Detroit Pistons in cambio di Brice Johnson. Con la squadra del Michigan trova spazio partendo prevalentemente dalla panchina.

#### Houston Rockets (2018-2019)
Il 14 luglio 2018 firmò un contratto biennale con gli Houston Rockets. Dopo avere iniziato la stagione da titolare in 22 gare a inizio anno, in dicembre venne messo in panchina (cosa dovuta anche a un infortunio subito il mese stesso).

#### Philadelphia 76ers (2019-2020)
L'8 febbraio 2019, ancora durante la deadline, venne ceduto ai Philadelphia 76ers. A fine stagione rinnovò il proprio contratto con i 76ers.

#### Orlando Magic (2020-2021)
Il 7 febbraio 2020 venne ceduto nuovamente durante la deadline, questa volta agli Orlando Magic, che per fargli spazio nel roster tagliarono Amile Jefferson.

## Statistiche

### NBA

#### Regular Season
| Anno      | Squadra            | PG  | PT  | MP   | TC%  | 3P%  | TL%  | RP  | AP  | PRP | SP  | PP   |
| --------- | ------------------ | --- | --- | ---- | ---- | ---- | ---- | --- | --- | --- | --- | ---- |
| 2014-2015 | Miami Heat         | 62  | 3   | 17,0 | 40,9 | 32,6 | 84,0 | 2,8 | 0,8 | 0,4 | 0,3 | 5,0  |
| 2015-2016 | Miami Heat         | 3   | 0   | 2,3  | 0,0  | 0,0  | -    | 0,0 | 0,3 | 0,0 | 0,0 | 0,0  |
| 2015-2016 | Memphis Grizzlies  | 10  | 0   | 4,0  | 30,8 | 25,0 | 60,0 | 0,7 | 0,2 | 0,4 | 0,2 | 1,6  |
| 2015-2016 | N.O. Pelicans      | 9   | 5   | 31,3 | 50,0 | 48,0 | 79,2 | 3,9 | 2,0 | 1,3 | 0,3 | 15,9 |
| 2016-2017 | Memphis Grizzlies  | 64  | 28  | 23,5 | 45,5 | 37,2 | 78,2 | 4,0 | 1,0 | 0,7 | 0,3 | 6,7  |
| 2017-2018 | Memphis Grizzlies  | 45  | 14  | 23,4 | 48,6 | 35,7 | 87,7 | 3,5 | 1,1 | 0,7 | 0,3 | 6,9  |
| 2017-2018 | Detroit Pistons    | 27  | 8   | 21,8 | 45,7 | 30,4 | 76,7 | 2,5 | 0,8 | 0,6 | 0,2 | 7,5  |
| 2018-2019 | Houston Rockets    | 40  | 25  | 23,7 | 49,3 | 36,7 | 72,4 | 2,9 | 0,7 | 1,0 | 0,4 | 7,4  |
| 2018-2019 | Philadelphia 76ers | 18  | 2   | 15,6 | 41,0 | 30,6 | 69,6 | 3,6 | 0,8 | 0,2 | 0,4 | 5,3  |
| 2019-2020 | Philadelphia 76ers | 49  | 0   | 15,8 | 44,2 | 34,9 | 78,7 | 3,1 | 0,8 | 0,5 | 0,3 | 5,8  |
| 2019-2020 | Orlando Magic      | 20  | 18  | 24,5 | 45,1 | 28,6 | 83,8 | 4,8 | 1,1 | 0,6 | 0,4 | 8,5  |
| 2020-2021 | Orlando Magic      | 41  | 37  | 24,0 | 47,3 | 43,3 | 80,5 | 4,0 | 1,5 | 0,8 | 0,2 | 8,4  |
| 2021-2022 | Brooklyn Nets      | 2   | 0   | 7,0  | 28,6 | 50,0 | -    | 2,5 | 0,0 | 0,5 | 0,5 | 2,5  |
| 2021-2022 | L.A. Clippers      | 2   | 0   | 14,0 | 63,6 | 50,0 | 100  | 2,5 | 0,0 | 0,5 | 0,5 | 10,0 |
| 2021-2022 | Denver Nuggets     | 3   | 0   | 4,7  | 33,3 | 0,0  | 0,0  | 0,7 | 1,0 | 0,0 | 0,0 | 1,3  |
| Carriera  | Carriera           | 395 | 140 | 20,3 | 45,7 | 36,0 | 79,7 | 3,3 | 0,9 | 0,6 | 0,3 | 6,7  |

#### Play-off
| Anno     | Squadra            | PG | PT | MP   | TC%  | 3P%  | TL%  | RP  | AP  | PRP | SP  | PP  |
| -------- | ------------------ | -- | -- | ---- | ---- | ---- | ---- | --- | --- | --- | --- | --- |
| 2017     | Memphis Grizzlies  | 6  | 4  | 26,5 | 42,1 | 31,6 | 85,7 | 4,2 | 1,2 | 0,8 | 0,3 | 8,3 |
| 2019     | Philadelphia 76ers | 11 | 0  | 21,1 | 48,4 | 28,1 | 63,2 | 3,8 | 1,1 | 0,4 | 0,3 | 7,5 |
| 2020     | Orlando Magic      | 5  | 5  | 23,8 | 34,3 | 25,0 | 77,8 | 5,8 | 1,2 | 1,0 | 0,4 | 7,0 |
| Carriera | Carriera           | 22 | 9  | 23,2 | 43,1 | 28,4 | 73,8 | 4,4 | 1,1 | 0,6 | 0,3 | 7,6 |